# Holden Panel Van
De Holden Panel Van is een iconisch model van het Australische automerk Holden. De Panel Van is een op de al even iconische Holden Ute - een kruising tussen een sedan en een pick-up - gebaseerde bestelwagen. Het model werd al in Holdens tweede serie, de FJ, geïntroduceerd en bleef tot midden jaren 1980 in het gamma. Vooral in de jaren 1970 was dit type auto zeer populair bij jongeren in Australië.

## Geschiedenis

### Eerste generatie (FJ, 1953-1956)
De Panel Van was in 1953 een doorontwikkeling van de Utility die op landbouwers en vaklieden gericht was. Daar waar de Ute achteraan een open laadbak heeft is die bij de Panel Van gesloten. Beide modellen combineerden het comfort van een grote sedan met het gebruiksgemak van een pick-up. De eerste Panel Van werd twee maanden na de andere modellen uit de FJ-serie geïntroduceerd.

### Tweede generatie (FE-FC, 1957-1960)
Voor 1956 hertekende Holden al haar modellen wat resulteerde in de FE-serie. Deze kreeg een nieuwe moderne carrosserie met een voorruit uit één stuk en een krachtigere motor. Van de zeven modellen in de serie verscheen de Panel Van halfweg 1957 als laatste. De facelift - de Holden FC-serie - werd in 1958 gelanceerd. Alle modellen werden deze keer allemaal tegelijk uitgebracht.

### Derde generatie (FB-EK, 1960-1962)
Weer nieuw was de Panel Van die in de Holden FB-serie geïntroduceerd werd in 1960. In deze serie namen de modellen meer de stijl van de Amerikaanse auto aan. In 1961 bracht de EK-facelift vele wijzigingen, maar niet voor de Ute en de Panel Van. Beide bleven nagenoeg onveranderd tegenover de FB.

### Vierde generatie (EJ-EH, 1963-1965)
De Panel Van van de volledig hertekende EJ-serie verscheen ruim een half jaar na de passagiersauto's in januari 1963. De serie was gebaseerd op de Opel Kapitän met Amerikaanse invloeden. De gefacelifte EH kwam er midden 1963. De Panel Van verscheen hier samen met de andere modellen. Opvallend in deze serie was de nieuwe zes-in-lijnmotor in twee krachtiger versies.

### Vijfde generatie (HD-HR, 1965-1968)
Opnieuw volledig hertekend was de HD-serie. De Panel Van en de Ute verschenen een paar maanden na de sedans en de stationwagens. De HD-serie verkocht - na een aanvankelijk goede start - slecht en werd vervroegd teruggetrokken. De nieuwe lijnen waren niet naar de smaak van het Australische koperspubliek. De opvolger (HR-serie) werd in de VS gefacelift en vervroegd uitgebracht. Deze serie bracht Holden opnieuw succes.

### Zesde generatie (HK-HG, 1968-1971)
De Holden HK-serie uit 1968 was niet alleen compleet hertekend, er werden ook nieuwe modelnamen gebruikt. De Holden Belmont verving de Standard als het basismodel. De Kingswood verving de iets hoger gepositioneerde Special en het hogere model bleef de Holden Premier. De Panel Van had hetzelfde uitrustingsniveau als de Belmont en heette aldus Belmont Panel Van. In de HT-serie bleef dit zo. Holden introduceerde hier wel haar eigen V8-motoren. De HG-serie zag nog de introductie van Holdens eigen drietrapsautomaat.

### Zevende generatie (HQ-HZ, 1971-1980)
In 1971 introduceerde Holden met de HQ haar meest succesvolle serie tot nog toe (2007). De serie was ook volledig vernieuwd. De Belmont Panel Van was weer onderdeel van het uitgebreide gamma en er verscheen ook een Kingswood Utility. In het laatste productiejaar, 1974, verscheen met de Holden Sandman nog een nieuw model in Utility- en Panel Van-uitvoering. Later dat jaar verscheen de HJ-facelift. De Panel Vans heetten gewoon Panel Van en Sandman Van. In de Holden HX-serie was er opnieuw een Kingswood Panel Van. Dezelfde Panel Van-modellen werden voortgezet in de HZ die met de RTS-wielophanging nog een radicale verbetering van de wegligging betekende.

### Achtste generatie (WB, 1980-1985)
Op de lancering van de kleinere Holden Commodore in 1978 volgde het schrappen van de grote HZ-serie in 1980. Het Australische merk zat hierop zonder grote wielbasis voor de luxesedans en de bedrijfsvoertuigen, waaronder de Panel Van. Daarom werd in 1980 de WB-serie geïntroduceerd naast de VC Commodore. In deze serie werden de Panel Van en de Kingswood Panel Van gebouwd. Toen de serie midden jaren 1980 stopgezet werd zat Holden zonder groot platform en waren er zes jaar lang geen luxewagens en bedrijfsvoertuigen. Met de introductie van de VG-serie in 1990 kwam hier verandering in, maar de Panel Van was er niet meer bij.

## Series

### Eerste generatie
- 1953: Holden FJ

### Tweede generatie
- 1957: Holden FE
- 1958: Holden FC

### Derde generatie
- 1960: Holden FB
- 1961: Holden EK

### Vierde generatie
- 1962: Holden EJ
- 1963: Holden EH

### Vijfde generatie
- 1965: Holden HD
- 1966: Holden HR

### Zesde generatie
- 1968: Holden HK
- 1969: Holden HT
- 1970: Holden HG

### Zevende generatie
- 1971: Holden HQ
- 1974: Holden HJ
- 1976: Holden HX
- 1977: Holden HZ

### Achtste generatie
- 1980: Holden WB

## Submodellen
- 1953-1984: Panel Van
- 1968-1974: Belmont Panel Van
- 1974-1974: Sandman Panel Van
- 1974-1980: Sandman Van
- 1976-1984: Kingswood Panel Van